# Johan Weegenhuise
Johan Eduard Weegenhuise, een enkele keer Joop Weegenhuise (Amsterdam, 2 september 1910 – Amsterdam, 15 december 2007) was een Nederlands componist, pianist, organist, (koor)-dirigent en muziekpedagoog.
Hij was zoon van het Amsterdamse echtpaar Louise Maria Antonia Winkelmeijer en kantoorbediende Antonius Eduardus Carolus Ludovicus Weegenhuise. Hijzelf was getrouwd met alt Bernadette Maria Gerarda Alphonse (Det) Nooij. Voor zover bekend hadden zij één dochter.
De eerste muzieklessen volgden op jonge leeftijd bij Olivier Koop. In 1923 vestigde het gezin zich in Maastricht alwaar hij les kreeg van Benoit Franssen aan de Stedelijk Muziekschool Maastricht. Zijn pianodiploma (193.) behaalde hij met ondersteuning van Henri Heydendael in Luik (met grande distinction). In 1932 volgde het orgeldiploma van de Katholieke Organisten- en Directeurenvereniging in Amsterdam.
Andere docenten waren Jean Schrijvers in harmonieleer en contrapunt (1935-1936), Piet van Egmond op orgel (-1939), Willem Andriessen en Stefan Askenase op piano (respectievelijk 1945 en 1950), Hendrik Andriessen en Daniël Ruyneman voor compositieleer (respectievelijk 1946-1948 en 1952-1954) en Jos. Smits van Waesberghe voor Gregoriaanse muziek (-1960). Vanaf 1932 was hij organist van de Vondelkerk in Amsterdam. Hij was er vanaf 1943 ook koordirigent. Hij verruilde die kerk in 1951 voor de Jan-de Doperkerk aan de Poeldijkstraat, alwaar hij tot 1967 zou werken. Als musicus gaf hij een beperkt aantal recitals, zowel op piano als orgel, maar beperkt tot de Bachzaal en de Kleine Zaal van het Concertgebouw.
Hij componeerde meest liederen en koorwerken waaronder Zes Kleengedichtjes met tekst van Guido Gezelle. Op bescheidener schaal schreef hij instrumentaal werk, zowel kamermuziek als orkestwerken zoals de Petite Sérenade (1967), Passacaglia (1970) en een Ouverture (1975). Bijzonder is nog te noemen de Suite voor de linkerhand uit 1976.
Hij was vanaf 1950 enige jaren verbonden aan het Muzieklyceum Amsterdam; hij gaf er les in Gregoriaanse zang en leidde hij leerlingen op in muziektheorie en -praktijk tot de staatsexamens. Van zijn hand kwam voorts De speelbewegingen van het pianospel.
- International Standard Name Identifier: 0000 0000 3135 8890
- Library of Congress Control Number: n79089432
- Nederlandse Thesaurus van Auteursnamen: 070237719
- Virtual International Authority File: 48041961